# ヴァル・ディ・ニッツァ
ヴァル・ディ・ニッツァ（伊: Val di Nizza）は、イタリア共和国ロンバルディア州パヴィーア県にある、人口約600人の基礎自治体（コムーネ）。

## 地理

### 位置・広がり

#### 隣接コムーネ
隣接するコムーネは以下の通り。
- コッリ・ヴェルディ (ルイーノ, ヴァルヴェルデ)
- フォルトゥナーゴ
- モンテセーガレ
- ポンテ・ニッツァ
- ヴァルツィ

### 気候分類・地震分類
気候分類では、zona E, 2962 GGに分類される。
また、イタリアの地震リスク階級 (it) では、zona 3 (sismicità bassa) に分類される
。

## 行政

### 分離集落
ヴァル・ディ・ニッツァには、以下の分離集落（フラツィオーネ）がある。
- Casa Ponte, Casa Schiavo, Cassano Superiore, Costa Croce, Molino Cassano, Montacuto, Monte, Monticelli, Mossago, Nizza, Oramala, Paravello, Poggio Ferrato, Fontanino, Pratolungo, Rivarolo, Sant'Albano, Spessa